# Louis Cyr
Louis Cyr  (pronunție în franceză [lwi siʁ]; născut Cyprien-Noé Cyr, 10 octombrie 1863 – 10 noiembrie 1912) a fost un halterofil canadiano francez, cu o carieră cuprinsă spre sfârșitul secolului al XIX-lea și începutul secolului XX. Realizările sale înregistrate, inclusiv ridicarea a 500 de livre (227 kg) (1/4 tone) cu un deget și la ridicatul cu spatele 4.337 de livre (1.967 kg) (2.1 tone), arată că Cyr să fie, potrivit fostului președinte al Federației Internaționale de BodyBuilding & Fitness Ben Weider, cel mai puternic om care a trăit vreodată.

## Legături externe
- Heroes of Yore and Lore: Canadian Heroes in Fact and Fiction
- Sandow Plus website featuring a link to a vintage biography of Cyr..